# 布兰登大学
布兰登大学（英文：Brandon University）是加拿大一所公立大学，屬於小型大學，于1899年成立，位於曼尼托巴布兰登。於2008/2009學年，共有学生約4,000人。2015年加拿大大学部排名第16名，其音乐系非常著名。

## 學院
- 文學院
- 教育學院
- 研究生院
- 理學院
- 健康學科學院
- 音樂學院
- 多個研究中心